# はしぐちしん
はしぐち しん（本名・橋口晋、1967年11月24日 - ）は、日本の俳優・劇作家。鳥取県米子市生まれ。三重県津市在住。コンブリ団代表。
幼稚園から高校卒業まで広島県広島市で育つ。立命館大学文学部在学時より劇団「月光斜」に参加し、京都を拠点に演劇活動を開始。1990年、松田正隆主宰の時空劇場の旗揚げに参加。俳優として主な作品に出演する。1991年バイクによる交通事故の為、脊椎を損傷。以後、車椅子俳優としての活動が始まる。時空劇場解散後も桃園会や劇団ジャブジャブサーキット等の劇団に出演をする。2007年第9回関西現代演劇俳優賞を受賞。劇作は時空劇場時代からユニットにより発表を続け、1997年京都演劇フェスティバル奨励賞を受賞。2010年第17回OMS戯曲賞大賞を受賞。2004年コンブリ団を結成。

## 主な劇作
- 2008年「ハダカの激情」
- 2009年「ムイカ」

## 主な受賞歴
- 1997年 京都演劇フェスティバル奨励賞
- 2007年 第9回関西現代演劇俳優賞
- 2010年 第17回OMS戯曲賞 大賞

## 出演

### テレビドラマ
- パーセント（2024年5月11日 - 、NHK総合・NHK BSプレミアム4K） - 斉藤誠 役[2]